# Prača (rijeka)
Prača je rijeka u BiH. Lijeva je pritoka Drine. Izvire (Vrelo Prače) na sjevernim padinama Jahorine na 1540 m nadmorske visine. Protječe kroz naseljena mesta: Podgrab, Prača, Renovica, Mesići i Ustiprača gdje se ulijeva u Drinu. Veća pritoka je Rakitnica, koja protiče kroz Rogaticu.
Dolinom Prače prolazila je i uskotračna željeznička pruga Sarajevo – Užice, koja je ukinuta 1974. godine. Prugu je izgradila Austro-Ugarska 1906. godine.

## Brana HE Mesići
U Mesićima se nalazi hidroelektrana, izgrađena 1950. godine. Visina brane je 12,8, a dužina 36 m. Akumulacija ima korisni volumen od 50.000 m³. Instalirana su dva agregata ukupne snage 3,1 MW, a godišnja proizvodnja premašuje 21 GWh.